# UAE Cup
La UAE Cup és una cursa ciclista professional d'un dia que es disputa a l'emirat de Sharjah (Emirats Àrabs Units), l'endemà del Sharjah International Cycling Tour. Es va crear el 2015, formant part de l'UCI Àsia Tour amb categoria 1.2.

## Palmarès
| Any  | Vencedor       | Segon          | Tercer               |
| ---- | -------------- | -------------- | -------------------- |
| 2015 | Maher Hasnaoui | Soufiane Haddi | Essaïd Abelouache    |
| 2016 | Siarhei Papok  | Andrea Palini  | Jon Aberasturi Izaga |